# Circolo circassiano
Il circolo circassiano, chiamato anche "circolo circasso" o "Canadese" è un ballo popolare molto diffuso in Francia e in Italia.
È originario della Scozia (in particolare del Lanarkshire Meridionale) documentato a partire dalla fine del XIX secolo. Ora è diffuso e ballato nei balfolk in tutta l'Europa occidentale. È un ballo di cerchio a coppie.

## Esecuzione della danza
La danza si esegue su una musica in 2/4 o 6/8 per una coreografia totale di 64 tempi.
Posizione di partenza: in cerchio, i ballerini si tengono per mano alternati dama-cavaliere, rivolti verso l'interno.
- nei primi 8 tempi tutti i ballerini tenendosi per mano avanzano, con 4 passi, verso l'interno del cerchio e sempre in 4 passi arretrano verso la loro posizione originaria. Si ripete il tutto una seconda volta, per un totale di 16 tempi
- solo le donne avanzano verso il centro e arretrano, con 4 passi (volendo, i cavalieri battono le mani a tempo) (8 tempi)
- gli uomini avanzano con 4 passi, e dopo un battito di mani si girano sulla spalla sinistra e rientrano nel cerchio portandosi verso la dama originariamente posizionata alla loro sinistra (8 tempi)
- le coppie così formate ruotano sul posto, tipicamente in posizione di "swing irlandese" (16 tempi)
- le coppie passeggiano lungo il cerchio in senso antiorario, con la dama all'esterno, alla destra del cavaliere (16 tempi). Gli ultimi due tempi servono alle coppie per riposizionarsi sul cerchio, per poi riprendere la danza dall'inizio. In questa fase la dama che era a sinistra di un cavaliere viene posizionata alla sua destra: in questo modo il cavaliere danzerà con una nuova partner in ogni frase musicale.[1][2]

A volte, se il numero di ballerini lo consente, i musicisti ripetono lo schema tante volte quante sono le coppie nel circolo, in modo che ogni cavaliere e ogni dama possano ballare insieme.